# كاترينا ستيوارت
كاترينا ستيوارت (بالإنجليزية: Katerina Stewart)‏ هي لاعب كرة مضرب أمريكية، ولدت في 17 يوليو 1997 في ميامي في الولايات المتحدة.

## وصلات خارجية
- كاترينا ستيوارت على موقع رابطة محترفات التنس (الإنجليزية)
- كاترينا ستيوارت على موقع الاتحاد الدولي لكرة المضرب (الإنجليزية)
- كاترينا ستيوارت على موقع خلاصة التنس.كوم (الإنجليزية)
- كاترينا ستيوارت على موقع إي إس بي إن.كوم (الإنجليزية)